# Estadio de Hanga Roa
Het Estadio de Hanga Roa (Nederlands: Stadion van Hanga Roa) is een voetbalstadion in Hanga Roa, de hoofdplaats van het Chileense provincie Paaseiland. Het is het thuisstadion van de lokale voetbalploeg CF Rapa Nui en het voetbalelftal van Paaseiland. Het ligt aan de westkant van het eiland, vrijwel direct aan de haven van Hanga Roa, met alleen een kustweg ertussen.